# TSV Hartberg
Maillots
Actualités
Le TSV Hartberg est un club de football autrichien basé à Hartberg en Styrie. Le club possède plusieurs sections comme la gymnastique, l'athlétisme, le tennis de table. La section Volleyball joue au plus haut niveau autrichien chez les hommes et les femmes, mais cette section s'est séparée en 2000 pour devenir le TSV Hartberg Volleyball.
Le club a été promu en première division autrichienne en 2018 pour la première fois de son histoire.

## Historique
- 1946 : fondation du club
- 2018 : Vice champion de deuxième division et promotion en Bundesliga, dans un premier temps la licence pour la montée leur a été refusée, mais après une bataille juridique elle leur a été accordée le 29 mai 2018[2].

## Bilan sportif

### Palmarès
- Montée en Bundesliga : 2018
- Montée en Deuxième Division : 1996, 2006, 2009, 2017

- Coupe d'Autriche :
  - Finaliste : 2025

### Saisons du TSV Hartberg en première division
| Saison    | Division | Position première phase | Position deuxième phase |
| --------- | -------- | ----------------------- | ----------------------- |
| 2018-2019 | 1        | 9                       | 11                      |
| 2019-2020 | 1        | 6                       | 5                       |
| 2020-2021 | 1        | 7                       | 1                       |
| 2021-2022 | 1        | 10                      | 5                       |
| 2022-2023 | 1        | 10                      | 4                       |
| 2023-2024 | 1        | 5                       | 5                       |
| 2024-2025 | 1        | 8                       | 2                       |

### Bilan européen
Note : dans les résultats ci-dessous, le score du club est toujours donné en premier.
| Saison    | Compétition  | Tour            | Club          | Domicile | Extérieur | Total |
| --------- | ------------ | --------------- | ------------- | -------- | --------- | ----- |
| 2020-2021 | Ligue Europa | Deuxième tour Q | Piast Gliwice | N/A      | 2 - 3     | 2 - 3 |

Légende
- Victoire ou qualification pour le tour suivant
- Match nul
- Défaite ou élimination de la compétition